# 三好昭央
三好 昭央（みよし あきお、5月8日 - ）は、日本の俳優・脚本家である。徳島県出身。身長：183cm。血液型：O型。

## 略歴
1996年に『That's カンニング! 史上最大の作戦?』で映画デビュー。2002年、オムニバス映画『ゼロプラス2』の1本「and I」で初主演。同作品で優秀主演観客賞を受賞。
また2007年10月に公開される映画『Wiz/Out』では奥修治役を演じ、この映画は監督やスタッフ自らが制作、配給、宣伝に至るまでの全てを行う、という今までにない新しいスタイルの制作体制で作られた映画として注目された。
俳優業の他に小説も執筆しており、『UNDERGROUND HERO'S』が第3回U-30大賞、『銀行強盗のその後』が第26回超短編コンテストにそれぞれ入選。また脚本家としても『私、ミステリーショッパーなんですけど?』が第3回TBS連ドラ・シナリオ大賞で入選している。
ドラマデザイン社主宰シナリオインキュベーション18期生。
2009年より本格的に脚本家へ転向。2013年、アニメ『みにヴぁん』で脚本デビュー。

## 脚本作品

### テレビドラマ
- ウルトラマンギンガS 第3話「孤高の戦士」・第10話「未来への聖剣」（2014年、テレビ東京）
- 3つの街の物語 Episode-3（2015年6月7日、TBS[1]）
- ウルトラマンX 第13話「勝利への剣」（2015年、テレビ東京）
- ウルトラマンオーブ 第4話「真夏の空に火の用心」（2016年、テレビ東京）
- 仰げば尊し 第7話（共同脚本)　（2016年7月、TBS）
- ファイブ（2017年-、フジテレビ / FOD）
- VIVANT 脚本協力（2023年7月、TBS）

### アニメ
- みにヴぁん（2013年、テレビ東京）
- ゆるがろ（2014年、ファミリー劇場）
- テレビアニメ いとしのムーコ（2015年、テレビ東京） - シリーズ構成協力
- みにヴぁん2（2015年、BSジャパン）

### 映画
- ガラスの仮面ですが THE MOVIE 女スパイの恋! 紫のバラは危険な香り!? （2013年、脚本協力）

## 主な出演作品

### 映画
- That's カンニング! 史上最大の作戦?（1996年）
- RE/PRE（2001年）
- and I（2002年）
- ROXY（2002年）
- ゴール（2002年）
- 留守番電話（2002年）
- 森のボンジュール（2003年）
- 恐怖奇形人形（2003年）
- 24区（2003年）
- 徳次郎の恋（2004年）
- 湧く赤（2004年）
- 浅草チェリーボーイズ（2004年）
- 緋音町怪絵巻（2006年）
- 恋するイノセントマン（2006年）
- さよなら（2006年）
- マイ・スイーツ・ハート（2007年）
- 泳げない女（2007年）
- Wiz/Out（2007年）

### テレビ
- 炎のチャレンジャー（TBS）
- ストーカー・誘う女（TBS）
- 負けぬが勝ち（NHK）
- 陽の目を見たい・レギュラー BSデジタル

### CM
- ミニストップ パインミックス編
- ALFE 大正製薬

### DVD
- 単騎待ちのリュウ（2005年）

### 舞台
- 新宿ブロンクス物語（1997年）

### PV
- 僕は崖っぷち（すわひでお）テレビアニメ・ボンバーマンジェッターズ主題歌
- こもりうた （堀下さゆり）

### 雑誌
- フロム・エー
- あわわ
- FAIN BOYS
- Audition
- デジカメスタイル
- ASA
- ラピタ

## 執筆作品
- UNDERGROUND HERO'S
- 銀行強盗のその後
- 私、ミステリーショッパーなんですけど?